# 알렉스 코르다츠
알렉스 코르다츠(이탈리아어: Alex Cordaz, 1983년 1월 1일, 이탈리아 비토리오베네토 ~ )는 가장 최근에 세리에 A의 클럽 FC 인테르나치오날레 밀라노에서 활약한 이탈리아의 축구 선수이다.

## 클럽 경력

### 인테르나치오날레
코르다츠는 인테르나치오날레에서 선수 생활을 시작하였다. 2001–02 시즌에, 그는 프리마베라 팀(U-20)에서 주전 골키퍼로 뛰며, 한 차례 우승을 경험하였다.
그가 19살이 되던 때에 그는 세리에 C1에 있던 스페치아로 임대되었고, 그는 우고 다니엘 루비니의 백업 골키퍼로 뛰었다.
2003년 여름, 그는 1군팀의 3 선발 골키퍼로서 인테르나치오날레에 복귀하였다. 코르다츠는 2004년 2월 4일에 2-2로 비긴 유벤투스와의 코파 이탈리아 경기에서 1군팀 데뷔전을 치렀다.
그는 2005년 1월에 다시 한번 스페치아로 임대를 떠났다. 그는 함께 임대된 인테르나치오날레의 유소년팀 출신 선수들인 파올로 델라피오레, 리카르도 메조리니와 함께 코파 이탈리아 세리에 C를 우승하였다.
그는 2005–06 시즌에 데비스 노사와 파브리치오 비아바와 함께 세리에 C1의 아치레알레로 임대되었다. 그는 팀의 선발 골키퍼였지만, 강등 플레이오프전에서는 출전하지 못 하였다. 한편 아치레알레는 플레이오프에서 패하여 강등되었다.

### 트레비소
이적시장 마지막 날이던 2006년 8월 31일, 코르다츠는 강등된 트레비소에 500 유로라는 저렴한 금액의 공동 소유 계약을 통해 입단하였다. 하지만 그는 시즌 전반기를 세리에 C1의 피치게토네에서 임대로 있었다. 2008–09 시즌에 코르다츠는 트레비소와 공동 소유 계약이 아닌 완전한 계약을 맺었다. 2009년 1월에 잔루카 리테리의 복귀(5만 유로)와 사무엘레 론고, 마메 바바 티암의 이적료로 이적을 한 것이였는데, 코르다츠는 스스로 자신의 가치를 500 유로에서 80만 유로로 올리며, 인테르에게 799,500 유로의 수입을 가져다 주었다.

### 루가노
트레비소가 재정 문제로 해체된후, 무적 신분이 되었고, 이후에 스위스 챌린지리그의 루가노에 자유 계약 신분으로 이적하였다.

### 치타델라
2011년 7월 5일, 그는 과거 인테르 시절의 동료인 시모네 빌라노바를 대체하기 위하여 세리에 B의 치타델라에 복귀하였다.

### 파르마
2013년 6월, 코르다츠는 자유 계약 이적을 통해 파르마와 계약했다.